# Dan Morgenstern
Pour les articles homonymes, voir Morgenstern.
Dan Morgenstern, né le 24 octobre 1929 à Munich et mort le 7 septembre 2024 à New York, est un écrivain, éditeur, archiviste et producteur de jazz germano-américain.

## Biographie
Dan Morgenstern naît le 24 octobre 1929 à Munich.
Il arrive aux États-Unis en 1947 où il obtient la nationalité américaine la même année.
Directeur de l'Institute of Jazz Studies de l'université Rutgers à partir de 1976, Dan Morgenstern est un historien et archiviste du jazz, un auteur, un éditeur et un éducateur qui travaille dans le domaine du jazz depuis 1958.
Il écrit beaucoup sur cette musique et joue un rôle important dans la documentation de son histoire, notamment au cours des nombreuses années qu'il passe à l'Institute of Jazz Studies.
Dan Morgenstern meurt le 7 septembre 2024 à Manhattan à l'âge de 94 ans.